# غروتي
غروتي (بالإيطالية: Grotte)‏ هي بلدية في مقاطعة أغريجنتو في صقلية الإيطالية.

## السكان
في سنة 1861 بلغ عدد السكان 6٬507 نسمة، وتطور العدد ليصل في سنة 2011 لـ 5٬839 نسمة.
يظهر هذا المخطط البياني تطور النمو السكاني لـ غروتي